# Рохманівська сільська рада
Рохма́нівська сільська́ ра́да — адміністративно-територіальна одиниця та орган місцевого самоврядування в Шумському районі Тернопільської області. Адміністративний центр — село Рохманів.

## Загальні відомості
- Територія ради: 33,159 км²
- Населення ради: 1 862 особи (станом на 2001 рік)

## Населені пункти
Сільській раді підпорядковані населені пункти:
- с. Рохманів
- с. Залужжя
- с. Обич

## Склад ради
Рада складається з 16 депутатів та голови.
- Голова ради: Карпюк Віктор Володимирович
- Секретар ради: Гайдук Ніна Ульянівна

### Керівний склад попередніх скликань
| Прізвище, ім'я, по батькові   | Основні відомості                                                             | Дата обрання | Дата звільнення |
| ----------------------------- | ----------------------------------------------------------------------------- | ------------ | --------------- |
| Корендович Микола Олексійович | Сільський голова, 1957 року народження, безпартійний                          | 26.03.2006   | 01.02.2008      |
| Карп'юк Віктор Володимирович  | Сільський голова, 1978 року народження, член партії Єдиний Центр              | 24.05.2009   | 31.10.2010      |
| Карпюк Віктор Володимирович   | Сільський голова, 1978 року народження, освіта вища, член партії Єдиний Центр | 31.10.2010   |                 |

Примітка: таблиця складена за даними сайту Верховної Ради України

### Депутати
За результатами місцевих виборів 2010 року депутатами ради стали:

#### За суб'єктами висування
| Суб'єкт висування          | Кількість обраних депутатів | %    |
| -------------------------- | --------------------------- | ---- |
| Самовисування              | 14                          | 87,5 |
| Громадянська партія «Пора» | 2                           | 12,5 |

#### За округами
| № округу                   | Прізвище, ім'я, по батькові       | Дата визнання обраним | Освіта             | Партійна приналежність | Відомості про обраного депутата                    |
| -------------------------- | --------------------------------- | --------------------- | ------------------ | ---------------------- | -------------------------------------------------- |
| Громадянська партія «ПОРА» |                                   |                       |                    |                        |                                                    |
| 1                          | Онофрійчук Ігор Миколайович       | 03.11.2010            | вища               | позапартійний          | приватний підприємець                              |
| 8                          | Захарчук Олег Степанович          | 03.11.2010            | середня спеціальна | позапартійний          | тимчасово не працює                                |
| Самовисування              |                                   |                       |                    |                        |                                                    |
| 2                          | Денега Володимир Артемович        | 03.11.2010            | середня спеціальна | позапартійний          | тимчасово не працює                                |
| 3                          | Ліснічук Юрій Григорович          | 03.11.2010            | вища               | позапартійний          | тимчасово не працює                                |
| 4                          | Матвійчук Сергій Борисович        | 03.11.2010            | вища               | позапартійний          | м. Шумськ Управління юстиції, державний виконавець |
| 5                          | Шліхта Андрій Васильович          | 03.11.2010            | незакінчена вища   | позапартійний          | тимчасово не працює                                |
| 6                          | Катеринюк Михайло Ксенофонтович   | 03.11.2010            | середня спеціальна | позапартійний          | тимчасово не працює                                |
| 7                          | Ямпольський Володимир Миколайович | 03.11.2010            | середня            | позапартійний          | приватний підприємець                              |
| 9                          | Ісюк Сергій Олександрович         | 03.11.2010            | середня спеціальна | позапартійний          | тимчасово не працює                                |
| 10                         | Петрук Михайло Павлович           | 03.11.2010            | вища               | позапартійний          | приватний підприємець                              |
| 11                         | Гайдук Ніна Улянівна              | 03.11.2010            | середня спеціальна | позапартійна           | Рохманів-ська сільська рада, секретар              |
| 12                         | Панасюк Олександр Вікторович      | 03.11.2010            | середня спеціальна | позапартійний          | тимчасово не працює                                |
| 13                         | Кіндрат Василь Іванович           | 03.11.2010            | середня спеціальна | позапартійний          | ДПОК «Лісовий», інструктор                         |
| 14                         | Польова Валентина Петрівна        | 03.11.2010            | вища               | позапартійна           | Жолобків-ська сільська рада, гол. Бухгалтер        |
| 15                         | Собчук Віталій Васильович         | 03.11.2010            | середня спеціальна | позапартійний          | тимчасово не працює                                |
| 16                         | Собчук Іван Ярославович           | 03.11.2010            | незакінчена вища   | позапартійний          | тимчасово не працює                                |